# Ajahn Chah
Chah Subhaddo, também chamado Chao Khun Bodhinyana Thera, ou Ajahn Chah (Tailandês: ชา สุภัทโท), ocasionalmente referenciado com os títulos honoríficos de Luang Por ou Phra (Ubon Ratchathani, Tailândia, 17 de junho de 1918 – Nong Phueng, Tailândia, 16 de janeiro de 1992), foi um monge budista teravada tailandês. Professor profícuo do darma, sua influência se espalhou pelo mundo junto com os diversos mosteiros fundados sob sua tutela, inclusive em países ocidentais, sendo um dos grandes responsáveis pela vinda da Sanga monástica para o ocidente.

## Biografia

### Juventude e ordenação
Ajahn Chah nasceu em 17 de junho de 1918 próximo a Ubon Ratchatani, na região de Isan, no nordeste da Tailandia, em uma família de pequenos agricultores. Conforme a tradição, Ajahn Chah entrou no monastério como noviço quando criança, aos nove anos de idade. Durante sua estadia de três anos ele aprendeu a ler e escrever. Depois desse período ele retornou para ajudar sua família, mas mais tarde, sentindo atração pela vida monástica, retornando ao monastério em 16 de abril de 1939. Em 1936 ele escolheu deixar a vida monástica fixa e tornou-se um monge errante, devido em parte à morte de seu pai, que o fez refletir mais profundamente sobre a vida e a buscar conhecimento mais profundo sobre os ensinamentos do Buda.

### Tradição das Florestas

Ajahn Chah

Após tornar-se um monge errante, Ajahn Chah vagou pela Tailandia recebendo instruções em vários monastérios. Logo ouviu sobre a Fama de Ajahn Man Bhuridatta, um altamente conceituado professor de meditação, e voltou ao nordeste da Tailandia para ter instruções com esse professor. Passou um período curto porém instrutivo com Ajahn Man.
Pelos próximos sete anos ele praticou a vida ascética de um monge da floresta, vivendo em selvas infestadas de cobras e tigres, em terrenos de cremação e cavernas, desenvolvendo sua prática em condições de austeridade.

### Fundação de monastérios
Depois de anos vagando ele decidiu plantar raízes próximo ao seu local de nascimento. Em 1954 o monastério de Wat Nong Pah Pong foi criado, onde Ajahn Chah passou a ensinar seu estilo de meditação, simples e baseado na prática. Ele atraiu inúmeros discípulos, inclusive o primeiro ocidental entre eles, Ajahn Sumedho. Wat Nong Pah Pong hoje em dia possui mais de 300 ramificações espalhadas pela Tailandia, bem como 15 monastérios associados e dez centros leigos espalhados pelo mundo.
Em 1957, Wat Pah Nanachat (Monastério Internacional de Floresta) foi fundado com Ajahn Sumedho como ábade. Wat Pah Nanachat foi o primeiro monastério fundado na Tailandia dedicado a treinar ocidentais em inglês, bem como o primeiro a ser dirigido por um ocidental.
Em 1977, Ajahn Chah e Ajahn Sumedho foram convidados pelo Fundo da Sanga Inglesa a visitar o Reino Unido que queria formar uma sanga residente. Em 1979 foi fundado o monastério de Cittaviveka (também conhecido como ‘Chithurst Buddhist Monastery’) com Ajahn Sumedho a sua frente. Desde então diversos outros estudantes de Ajahn Chah fundaram monastérios ao redor do mundo.
Pelo início de 1980 a saúde de Ajahn Chah estava afetada devido ao diabetes. Ele foi levado a Bangkok para uma cirurgia para aliviar sua paralisia parcial devido ao diabetes, mas não houve maiores resultados. Ajahn Chah usava sua debilidade para ensinar seus alunos, enfatizando que era um “exemplo vivo da impermanencia de todas as coisas” e lembrava as pessoas a se esforçarem para encontrar um verdadeiro refúgio dentro de sí mesmas, uma vez que ele não poderia ensinar por muito mais tempo. Ajahn Chah continuou confinado à cama, e mais adiante impossibilitado de falar até sua morte em 16 de janeiro de 1992, aos 73 anos.

## Alunos
Alguns alunos cujos nomes se tornaram mais conhecidos no ocidente:
- Ajahn Sumedho, abade do monastério Amaravati Buddhist, em Hemel Hempstead, Hertfordshire Inglaterra
- Ajahn Jayasaro, ex abade do monastério Wat Pa Nanachat, Hoje em dia vivendo em retiro solitário aos pés das montanhas Kow Yai.
- Ajahn Bramavamso (Ajahn Brahm) abade do monastério Bodhinyana Monastery, Serpentine, Australia.